# Pétrochimie

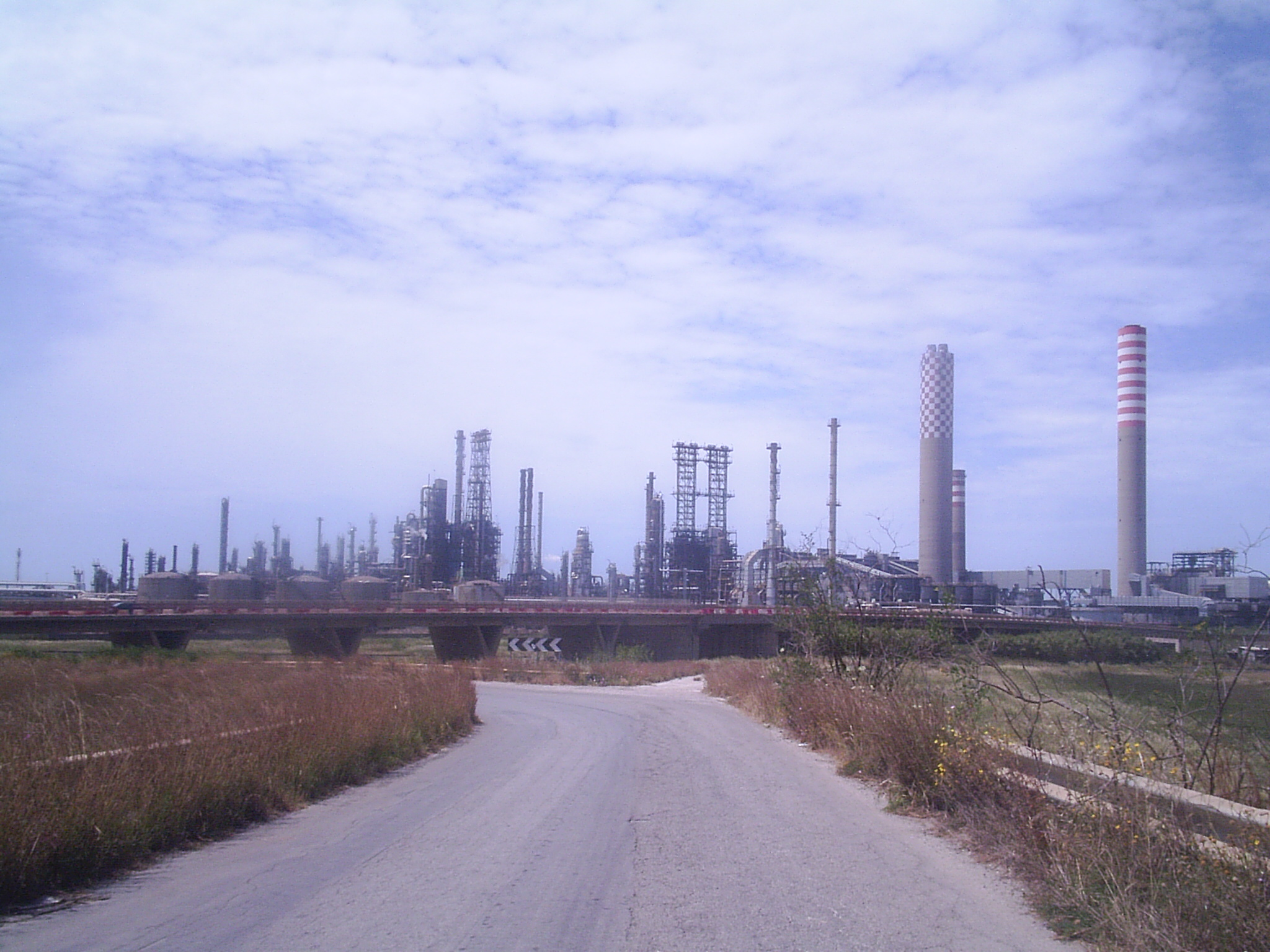
Complexe pétrochimique (Gela en Italie).

La pétrochimie est (au sein de la carbochimie) l'ensemble des techniques étudiant ou utilisant le pétrole ou le gaz naturel (principalement composé de méthane et d'éthane) pour fabriquer des composés chimiques synthétiques (existant ou non dans la nature ; dans le dernier cas, ces composés sont dits « artificiels »). Ces techniques reposent sur des réactions chimiques, souvent catalysées. Les distillats naturels et le gaz de schiste sont des matières premières apparentées également employées.
Le monde est devenu très dépendant des matières plastiques et des engrais de synthèse, et donc de la pétrochimie qui les produit, elle-même très dépendante des ressources fossiles. Dans une étude prospective de l'Agence internationale de l'énergie (AIE), un scénario baptisé « Technologies propres » (2018) est le seul compatible avec l’atteinte des objectifs de développement durable (ODD) de l'ONU, et dans ce scénario, la pétrochimie reste l'unique « segment en croissance de la demande mondiale de pétrole » dans la période de transition énergétique de 2018 à 2050.
En 2017, la pétrochimie absorbe treize millions de barils de pétrole brut chaque jour et 300 milliards de m3 de gaz, ce qui en fait le secteur le plus carboné de l'industrie après le secteur de la production d'énergie (il a compté cette année-là pour 14 % de la consommation mondiale de pétrole et 8 % de la consommation de gaz), en contribuant fortement aux émissions de gaz à effet de serre (3e émetteur mondial de CO2 industriel si l'on ne tient pas compte des émissions indirectes. C'est un secteur en expansion continue qui a consommé en 2017 près de 10 % de l’énergie finale disponible au niveau mondial. À lui seul il engloutit presque le tiers des besoins industriels d’énergie. Mondialement, c’est le second consommateur de pétrole (14 %) après le secteur du transport (56 %) et devant celui du bâtiments (8 %) ou la production d’électricité (5 %). Il a aussi consommé 8 % de tout le gaz extrait et pourrait selon l'AIE être la source de près de 50 % des besoins supplémentaires en pétrole de 2018 à 2050.

## Histoire
La carbochimie trouve des racines primitives dans l'Antiquité, mais elle ne s'est développée en tant que secteur industriel que quand le pétrole est devenu abondant, lors de la seconde révolution industrielle.
L'accès à une grande quantité de ressources fossiles (charbon dans un premier temps) a lancé la carbochimie, puis l'accès au pétrole a lancé la pétrochimie qui s'est inspirée des principes de la carbochimie, aux États-Unis, puis en Europe puis en Asie et moindrement en Afrique et Amérique du Sud. La Parkesine, plastique inventé par Alexander Parkes en 1856, est l'une de ses premières productions mais ce n'est qu'après la Seconde Guerre mondiale, bien après l'invention (vers 1900) du craquage à la vapeur, que la pétrochimie s'est vraiment développée en générant des multinationales de première importance (ex. : Groupe Total créé en France sous le nom de « Compagnie française des pétroles » lors de la reconstruction, en mars 1924 pour exploiter du pétrole au Moyen-Orient, en Irak).
Au début du XXIe siècle, elle connait de nouveaux développements et devrait encore considérablement se développer entre 2015 et 2050. Cependant dans le monde depuis les années 1970 une partie des raffineries ferment et/ou cherchent une reconversion vers la chimie verte et les agrocarburants ou plus largement vers les biocarburants.
En 2018, son plus grand représentant est BASF, un groupe chimique allemand devenu une multinationale (plus de 95 000 salariés et un bénéfice de 6,7 milliards d'euros en 2016) comprenant plus de 160 filiales et coentreprises, opérant sur plus de 150 sites de production dans le monde entier pour des clients industriels présents dans plus de 200 pays.

## Exemples

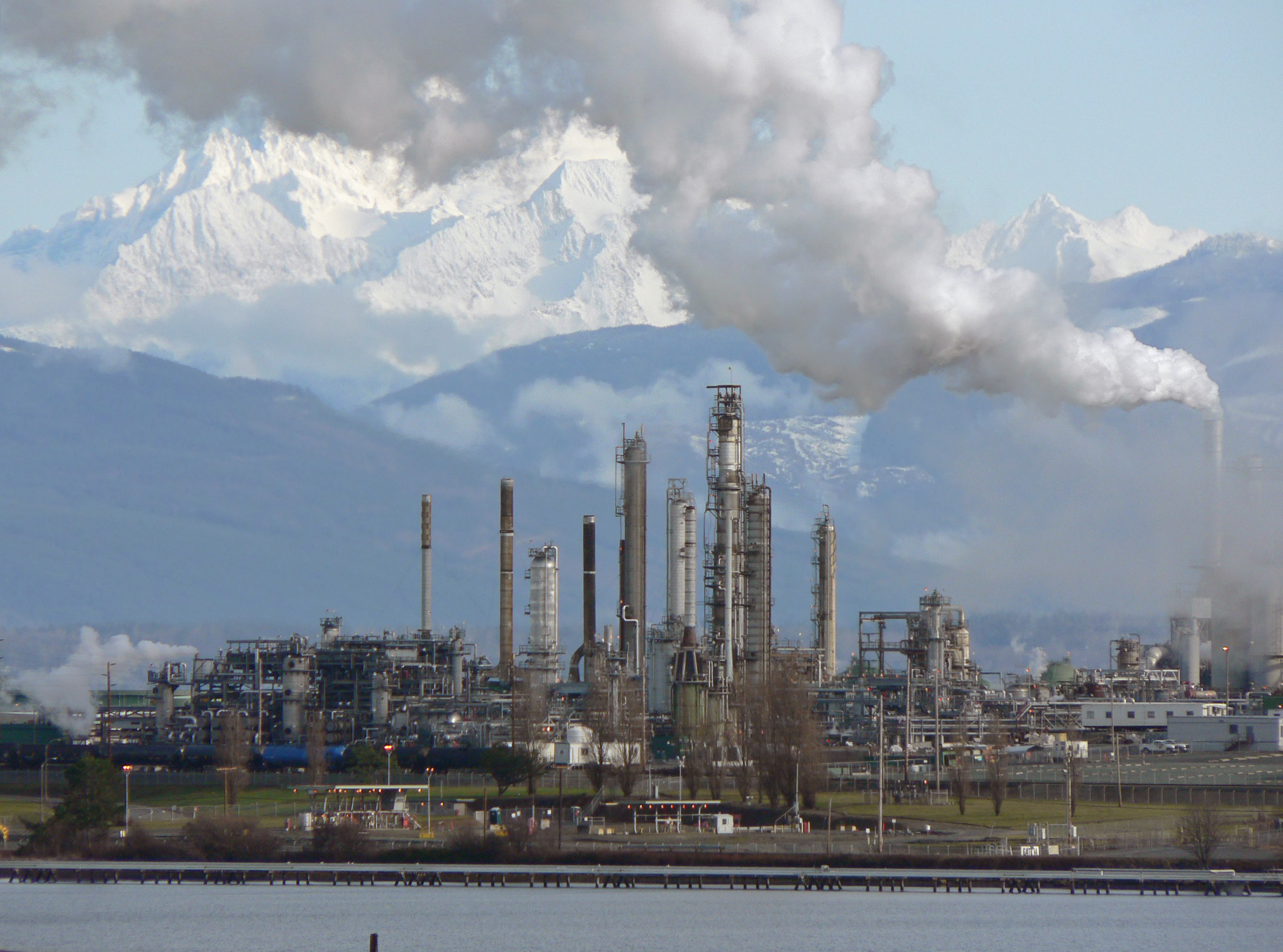
Raffinerie de pétrole

Lors du raffinage du pétrole, le naphta issu de la distillation atmosphérique peut être craqué à la vapeur dans un vapocraqueur pour produire des produits insaturés (fragiles) facilement transformés en matières plastiques et d'autres molécules et matériaux (par exemple utilisés par la cosmétique industrielle ou l'agropharmacie). La pétrochimie produit de plus en plus de matières plastiques réutilisées comme matières premières, principalement dans les secteurs de la construction et dans l'industrie électrique, électronique, le textile, l'aéronautique et autres.

## Étapes
La première étape est la fabrication par vapocraquage des grands intermédiaires de la famille des oléfines (éthylène, propylène) et des aromatiques (benzène, toluène, xylène). La pétrochimie est à l’origine de milliers de produits de la vie courante : matières plastiques, fibres synthétiques (polyester, nylon), caoutchouc, médicaments, cosmétiques, etc..
En effet, en faisant passer les produits intermédiaires obtenus soit par distillation, soit par des unités secondaires, dans des unités spécifiques de pétrochimie on obtient des matières premières susceptibles d'être transformées en des produits qui n'existent pas dans la nature.

## Utilité
Il y a de nombreux schémas de transformations de produits pétrogaziers en d'autres composés organiques ou organométalliques, donnant des produits aussi variés que :
- des solvants ;
- des détergents ;
- des médicaments ;
- des colorants alimentaires ;
- des cosmétiques ;
- des engrais ;
- des pesticides ;
- et l'immense domaine des matières plastiques, qui englobent notamment :
  - des résines,
  - des fibres synthétiques,
  - des plastifiants,
  - des élastomères,
  - des adhésifs,
  - le polyester,
  - le nylon.

## Procédés
Il s'agit dans tous les cas de produire des oléfines et/ou des hydrocarbures aromatiques, qui sont des matières premières qu'on appelle « grands intermédiaires », utilisés par l'industrie des plastiques, agropharmaceutique (pesticides, médicaments humains et vétérinaires), cosmétique, électronique, aéronautique et textile.
La pétrochimie est basée principalement sur deux types de procédés :
1. Vapocraquage (ou craquage à la vapeur), reformage à la vapeur du gaz naturel ou de naphtas ; il produit de l'hydrogène qui sert, au-delà de son utilisation comme vecteur énergétique et vecteur pétrochimique dans les hydrotraitements, à la fabrication de l'ammoniac puis des engrais, du méthanol et des alcools oxo, entre autres. Avec ce premier type de procédés, on obtient des oléfines ;
2. Procédés d'extraction ; pour produire des hydrocarbures aromatiques.

### Vapocraquage
Le vapocraquage est un procédé pétrochimique par lequel des hydrocarbures saturés sont cassés en molécules plus petites, et souvent insaturées. C'est donc la source principale de production d'alcènes (éthylène, propylène…), monomères à l'origine de nombreuses matières plastiques.
Les produits de départ sont généralement du naphta, mais peuvent également être de l'éthane ou du GPL. Mélangés avec de la vapeur d'eau, ils sont amenés à environ 800 °C par passage dans des tuyaux chauffés par des fours, pendant un temps très bref, inférieur à la seconde. Les produits de la réaction sont refroidis brutalement afin d'interrompre celle-ci, et d'obtenir le mélange d'alcènes recherché.
La composition exacte de celui-ci dépend des produits de départ, de la température des fours et du temps de passage dans ceux-ci. Des produits de départ légers (éthane, GPL) fourniront une plus grande quantité d'alcènes légers, alors que du naphta fournira également des composés aromatiques. Une température de craquage plus élevée (« sévérité ») favorise la formation d'éthylène et de benzène, alors qu'une température plus basse fournit plus de propylène, d'hydrocarbures en C4, et de produits liquides.
Le procédé conduit généralement à un dépôt de coke progressif à l'intérieur des tuyaux de craquage, ce qui dégrade peu à peu la performance du procédé. Ils sont donc périodiquement décokés par passage d'un mélange air-vapeur à une température proche de 1 000 °C.

## Pollutions
Ce secteur est source historique de pollution des sols (par HAP, métaux lourds et métalloïdes principalement), de consommation et pollution de l'eau et surtout de l'air ; ces pollutions sont chroniques et accidentelles (lors des incendies et explosions d'installations industrielles).
Les usines sont souvent hors des centres urbains, mais proches de ports ou canaux ou de banlieues de grandes villes (avec alors des effets directs sur la santé publique).
Air : après la sidérurgie, la carbochimie est la seconde source industrielle de SO2 (environ un tiers du total) et de NOx (près de 20 % du total) ; elle est aussi une source significative d'odeurs, de suies, de fumées et de microparticules (20 % de toutes les PM2,5) ; les données manquent pour les nanoparticules.
Au début du XXIe siècle, la pollution en aval de la filière par les plastiques (dégradés, brûlés ou perdus dans l'environnement s'aggrave) alors qu'en amont les émissions directes de la chimie semblent stationnaires (contrairement à celles des véhicules qui continuent à grandir).
En 2017, dans le monde et en moyenne : environ 2,5 kg (SO) de SO2[Quoi ?] ; 2,0 kg de NOx et 0,2 kg de PM2,5 sont émis par tonne de produit chimique primaire produit. Tout à fait en aval de la filière, la combustion de ces produits est responsable de près de 50 % des NOx du secteur chimique et environ 30 % de ses SO2, et 20 % environ de ses émissions de PM2,5. Dans la région Asie-Pacifique la filière est la première source de SO2 et de PM2,5 car elle utilise encore beaucoup de charbon comme source d’énergie pour la production. Les émissions de NOx par contre ne varient pas de la même manière car elles sont plus liées au type de chaudière qu'au type de combustible.

## Prospective
La carbochimie est tirée par la demande croissante en plastiques (dont la consommation a doublé dans le monde en environ quinze ans, entre 2000 et 2018, malgré la crise de 2008 et malgré les politiques de recyclage surtout développées en Europe, au Japon ou en Corée du Sud),. Selon l’AIE, le secteur Carbochimie sera « le principal moteur de la demande mondiale de pétrole », comptant pour plus du tiers des besoins supplémentaires de pétrole d’ici à 2030 (+ 10 millions de barils/j par rapport à 2017, soit 23 millions de barils jours nécessaires en 2050, soit davantage que les transports. Il comptera aussi avant 2050 pour presque la moitié des besoins supplémentaires de gaz. Ses émissions directes de CO2 devraient croître d'environ 20 % entre 2017 et 2030 et de 30 % à horizon 2050, avec une probable responsabilité accrue en termes de pollution de l'air et d'empreinte eau. De plus les raffineries sont vieillissantes et pour certaines (Texas par exemple) situées dans des régions qui pourraient être de plus en plus exposées aux aléas météorologiques aggravés par le dérèglement climatique (tempêtes, pluies, canicules, etc.). Enfin la pollution plastique risque encore de beaucoup augmenter, sauf à drastiquement imposer des alternatives à certains plastiques, et améliorer la collecte et le recyclage.
Selon Fatih Birol (directeur exécutif de l’AIE) le secteur de la pétrochimie est « l’un des principaux angles morts du débat énergétique », qui ne reçoit pas assez d’attention alors que les prospectivistes de l'Agence (5 octobre 2018) estimaient que ce secteur industriel influera sur l’avenir de la demande en pétrole plus que les voitures, les camions et l’aviation réunis, et qu'il pourrait être responsable de près de 50 % des besoins supplémentaires de pétrole de 2018 à 2050, boostés par le développement des économies émergentes. Pour limiter ces effets négatifs du secteur l’AIE encourage des plastiques et engrais fabriqués de manière plus durable, et - au minimum - une forte réduction des plastiques à usage unique et une amélioration et généralisation du recyclage des plastiques. Remplacer le plastique pétrosourcé par un plastique biosourcé sans objectif de réduction de la demande en plastique conduira à surexploiter la biomasse (au détriment de la biodiversité et de ses usages énergétiques) et se fera au détriment des bioénergies.